# Mazama
Mazama (Mazama) – rodzaj ssaków z podrodziny saren (Capreolinae) w obrębie rodziny jeleniowatych (Cervidae).

## Rozmieszczenie geograficzne
Rodzaj obejmuje gatunki występujące w Ameryce Południowej.

## Morfologia
Długość ciała 70–145 cm, długość ogona 6–16 cm, wysokość w kłębie 38–80 cm; masa ciała 8–65 kg. Sierść gładka koloru rudobrązowego. Poroże krótkie, o długości 3–12 cm, nierozgałęzione. Mazamy mają łukowato wygięty grzbiet i zad wyższy od kłębu.

## Systematyka
Rodzaj zdefiniował w 1817 roku francusko-amerykański przyrodnik Constantine Samuel Rafinesque w artykule poświęconym nowym gatunkom ssaków, opublikowanym na łamach The American Monthly Magazine and Critical Review. Rafinesque wymienił dwa gatunki – Mazama pita Rafinesque, 1817 (= Moschus americanus Erxleben, 1777) i Mazama bira Rafinesque, 1817 (= Cervus gouazoubira G. Fischer, 1814) – z których gatunkiem typowym był (późniejsze oznaczenie) Mazama pita Rafinesque, 1817 (= Moschus americanus Erxleben, 1777).

### Etymologia
- Mazama: meksykańskie nazwy mazame, magame lub teuthlamacame użyte przez Hernándeza (Nova plantarum, animalium et mineralium Mexicanorum historia wydane w 1651 roku)[16] na opisanie niektórych meksykańskich kopytnych[17].
- Coassus: fr. coassou ‘jeleń’, od guar. gouazou ‘jeleń’[18]. Gatunek typowy: Gray wymienił dwa gatunki – Cervus rufus Illiger, 1815 i Cervus nemorivagus F. Cuvier, 1817 – nie wskazując gatunku typowego.
- Homelaphus: gr. ὁμως homōs ‘podobny, taki sam’; ελαφος elaphos ‘jeleń’[19]. Gatunek typowy (oznaczenie monotypowe): Homelaphus inornatus J.E. Gray, 1872 (= Moschus americanus Erxleben, 1777).
- Doryceros (Doratoceros): gr. δορυ doru, δορατος doratos ‘włócznia’; κερας keras, κερατος keratos ‘róg’[20]. Gatunek typowy: Fitzinger wymienił dwa gatunki –  Cervus nemorivagus F. Cuvier, 1817 i Cervus tschudii[c] J.A. Wagner, 1855 – nie wskazując gatunku typowego.
- Nanelaphus: gr. νανος nanos ‘karzeł’; ελαφος elaphos ‘jeleń’[21]. Gatunek typowy (późniejsze oznaczenie)[22]: Nanelaphus namby Fitzinger, 1879 (= Moschus americanus Erxleben, 1777).
- Azarina: gen. bryg. Félix Manuel de Azara (1746–1821), hiszpański oficer, inżynier, kartograf, komisarz graniczny na granicy Paragwaju i Brazylii w latach 1781–1801, przyrodnik[8]. Gatunek typowy: Larrañaga nie wskazał gatunku typowego.

### Podział systematyczny
Dane mitochondrialne sugerują, że Mazama jest wysoce parafiletyczna. Na podstawie danych molekularnych Mazama pandora została przeniesiona do Odocoileus, Mazama nemorivaga do Passalites natomiast Mazama gouazoupira do Subulo. W takim ujęciu do rodzaju należą następujące występujące współcześnie gatunki:
| Grafika | Gatunek          | Autor i rok opisu           | Nazwa zwyczajowa           | Podgatunki         | Rozmieszczenie geograficzne | Podstawowe wymiary                            | Status IUCN |
| ------- | ---------------- | --------------------------- | -------------------------- | ------------------ | --- | --------------------------------------------- | ----------- |
|         | Mazama chunyi    | Hershkovitz, 1959           | mazama lilipucia           | gatunek monotypowy | Andy w południowym Peru i północnej Boliwii; zakres wysokości: 1000–4000 m n.p.m.                                                                                               | DC: 70–75 cm DO: brak danych MC: około 11 kg  | VU          |
|         | Mazama rufina    | (Bourcier & Pucheran, 1852) | mazama karłowata           | gatunek monotypowy | Andy od zachodniej Wenezueli oraz północno-wschodniej i środkowej Kolumbii do Ekwadoru i północno-zachodniego Peru; zakres wysokości: 1400–3600 m n.p.m.                        | DC: 80–95 cm DO: 8–9 cm MC: 3–15 kg           | VU          |
|         | Mazama americana | (Erxleben, 1777)            | mazama ruda                | gatunek monotypowy | Kolumbia, Wenezuela, Ekwador, Peru, Gujana, Surinam, Gujana Francuska, Brazylia i Trynidad i Tobago (Trynidad, niedawno wytępiony na Tobago); zakres wysokości: 0–1000 m n.p.m. | DC: 90–145 cm DO: 12–16 cm MC: 30–65 kg       | DD          |
|         | Mazama rufa      | (Illiger, 1815)             |                            | gatunek monotypowy | Brazylia, Paragwaj i północna Argentyna | DC: 51,5–100 cm DO: 6,5–17,5 cm MC: 6,7–47 kg | NE          |
|         | Mazama nanus     | (Hensel, 1872)              | mazama mała                | gatunek monotypowy | południowo-wschodnia Brazylia, południowo-wschodni Paragwaj i północna Argentyna                                                                                                | DC: około 70 cm DO: 9–12 cm MC: 14–16 kg      | VU          |
|         | Mazama jucunda   | O. Thomas, 1896             | mazama parańska            | gatunek monotypowy | endemit Brazylii: południowo-wschodnie São Paulo i północno-wschodnia Parana; zakres wysokości: do 1200 m n.p.m.                                                                | DC: około 85 cm DO: 11–14 cm MC: około 25 kg  | VU          |
|         | Mazama temama    | (Kerr, 1792)                | mazama środkowoamerykańska | 3 podgatunki       | południowy Meksyk (na południe od Tamaulipas), Gwatemala i Belize do Panamy i północno-zachodniej Kolumbii; zakres wysokości: do 2800 m n.p.m.                                  | DC: 80–110 cm DO: 10–14 cm MC: 12–32 kg       | DD          |

Kategorie IUCN:  VU  – gatunek narażony,  DD  – gatunki o nieokreślonym stopniu zagrożenia;  NE  – gatunki niepoddane jeszcze ocenie.
Opisano również gatunki wymarłe z Ameryki Południowej:
- Mazama entrerriana (Roth, 1904)[26] (miocen).
- Mazama mesolithica (Ameghino, 1880[27] (holocen).